# Гале, Тоне
Антон Йоже «Тоне» Гале (сербохорв. Антон Јоже "Тоне" Гале, словен. Anton Jože »Tone« Gale; 26 марта 1944, Есенице, Провинция Любляна — 25 марта 2018, Любляна) — югославский хоккейный вратарь и словенский тренер.

## Биография
Начинал карьеру в команде «Акрони Есенице», в 17 лет переехал в столицу республики и выступал за люблянскую «Олимпию». Стал первым югославским и словенским игроком, сыгравшим за команду НХ:Л в 1970-е годы он провёл 17 минут в товарищеской встрече за клуб «Нью-Йорк Рейнджерс» против команды «Бостон Брюинз». В сезоне 1968/69 играл в хоккейной лиге Восточного побережья США за «Сиракьюз Блэйзерс» и «Клинтон Кометс». За сборную Югославии выступил на трёх олимпийских турнирах: в 1964 (8 матчей), 1968 (6 матчей) и 1972 годах (5 матчей).
Хоккейный клуб «Кёльн» сделал словенцу предложение подписать контракт на 200 000 марок, но позже подписал двух иностранных игроков, и сделка не состоялась.
Работал тренером вратарей в «Олимпии» и словенской сборной, сантехником.
Включён в Словенский хоккейный зал славы (2007). Скончался на 74 году в столице Словении Любляне.